# سکاربیمیژ (استان اوپوله)
سکاربیمیژ (به لهستانی: Skarbimierz) یک منطقهٔ مسکونی در لهستان است که در گمینا سکاربیمیژ واقع شده‌است. سکاربیمیژ ۱۹۱ نفر جمعیت دارد.